# Dali Land
Dali Land je film režisérky Mary Harronové. Spoluautorem scénáře je její manžel John C. Walsh. Pojednává o španělském malíři Salvadoru Dalím.

## Natáčení
Natáčení snímku mělo původně proběhnout v listopadu a prosinci 2018 v Kanadě a Španělsku, později však bylo odloženo na neurčito. Další plánovaný termín natáčení měl být ve druhé polovině roku 2020, ale kvůli pandemii covidu-19 byl i ten odložen na neurčito. Natáčení nakonec začalo v dubnu 2021.

## Obsazení
| Ben Kingsley       | Salvador Dalí |
| Barbara Sukowa     | Gala Dalí     |
| Christopher Briney | James         |